# 大源街道
大源街道（だいげんがいどう）は、広州市白雲区の街道。現行行政地名は大源街道源山社区、大源街道福源社区などの社区3個、村3個がある。

## 地理
広州市白雲区の中北部に位置している。

## 歴史沿革
2020年7月太和鎮から独立し、大源街道が発足。

## 行政区画
社区3個、村3個を管轄する。

## 施設

### 交通
・地下鉄の駅：